# Limonia indigena
Limonia indigena är en tvåvingeart. Limonia indigena ingår i släktet Limonia och familjen småharkrankar.

## Underarter
Arten delas in i följande underarter:
- L. i. indigena
- L. i. jacksoni
- L. i. loloensis